# Estadio Reinaldo Martin Müller
El Estadio Reinaldo Martin Müller, también conocido como El Bosque, se ubica en la comuna de El Bosque, en la ciudad de Santiago, Chile. Es de propiedad de la Fuerza Aérea de Chile (FACH). Cuenta además con camarines y baños. 
El fenecido equipo Deportes Aviación, de propiedad de la FACH, ejerció como local en este estadio, entre los años 1957 y 1982. Luego de la desaparición de este equipo, Palestino utilizó este estadio para sus partidos como local entre 1982 y 1983.
Actualmente el recinto es utilizado por equipos amateurs y para la práctica de atletismo.